# Intersport Heilbronn Open 2012
L'Intersport Heilbronn Open 2012 è stato un torneo professionistico di tennis maschile giocato sul cemento. È stata la 25ª edizione del torneo che fa parte dell'ATP Challenger Tour nell'ambito dell'ATP Challenger Tour 2012. Si è giocato a Heilbronn in Germania dal 23 al 29 gennaio 2012.

## Partecipanti

### Teste di serie
| Nazionalità | Giocatore           | Ranking* | Testa di serie |
| ----------- | ------------------- | -------- | -------------- |
| Lussemburgo | Gilles Müller       | 55       | 1              |
| Germania    | Cedrik-Marcel Stebe | 83       | 2              |
| Germania    | Matthias Bachinger  | 89       | 3              |
| Stati Uniti | Michael Russell     | 97       | 4              |
| Slovacchia  | Karol Beck          | 100      | 5              |
| Germania    | Michael Berrer      | 102      | 6              |
| Slovenia    | Grega Žemlja        | 110      | 7              |
| Germania    | Daniel Brands       | 112      | 8              |

- Ranking al 16 gennaio 2012.

### Altri partecipanti
Giocatori che hanno ricevuto una wild card:
- Benjamin Becker
- Bastian Knittel
- Kevin Krawietz
- Gilles Müller

Giocatori passati dalle qualificazioni:
- Ruben Bemelmans
- Marcin Gawron
- Dominik Meffert
- Miša Zverev

## Campioni

### Singolare
Björn Phau ha battuto in finale  Ruben Bemelmans con il punteggio di 6(4)–7, 6–3, 6–4

### Doppio
Johan Brunström /  Frederik Nielsen hanno battuto in finale  Treat Conrad Huey /  Dominic Inglot con il punteggio di 6–3, 3–6, [10–6]